# Joelia Galysjeva
Joelia Jevgenjevna Galysjeva (Öskemen, 23 oktober 1992) is een Kazachse freestyleskiester. Ze vertegenwoordigde haar vaderland op de Olympische Winterspelen 2010 in Vancouver, op de Olympische Winterspelen 2014 in Sotsji en op de Olympische Winterspelen 2018 in Pyeongchang.

## Carrière
Op de wereldkampioenschappen freestyleskiën 2007 in Madonna di Campiglio eindigde Galysjeva als 21e op het onderdeel dual moguls en als 22e op het onderdeel moguls. Bij haar wereldbekerdebuut, in december 2008 in Méribel scoorde de Kazachse direct wereldbekerpunten. In Inawashiro nam ze deel aan de wereldkampioenschappen freestyleskiën 2009. Op dit toernooi eindigde ze als elfde op het onderdeel moguls en als zeventiende op het onderdeel dual moguls. In januari 2010 behaalde Galysjeva in Calgary haar eerste toptienklassering in een wereldbekerwedstrijd. Tijdens de Olympische Winterspelen van 2010 in Vancouver eindigde de Kazachse als elfde op het onderdeel moguls.
Op 15 december 2010 boekte Galysjeva in Méribel haar eerste wereldbekerzege. Op de wereldkampioenschappen freestyleskiën 2013 in Voss eindigde de Kazachse als zeventiende op zowel het onderdeel moguls als het onderdeel dual moguls. Tijdens de Olympische Winterspelen van 2014 in Sotsji eindigde ze als zevende op het onderdeel moguls.
In Kreischberg nam Galysjeva deel aan de wereldkampioenschappen freestyleskiën 2015. Op dit toernooi veroverde ze de bronzen medaille op het onderdeel dual moguls, op het onderdeel moguls eindigde ze op de vijfde plaats. Op de wereldkampioenschappen freestyleskiën 2017 in de Spaanse Sierra Nevada sleepte de Kazachse de zilveren medaille in de wacht op het onderdeel dual moguls, daarnaast eindigde ze als zevende op het onderdeel moguls. Tijdens de Olympische Winterspelen van 2018 in Pyeongchang behaalde ze de bronzen medaille op het onderdeel moguls.
In Park City nam Galysjeva deel aan de wereldkampioenschappen freestyleskiën 2019. Op dit toernooi werd ze wereldkampioene op het onderdeel moguls, op het onderdeel dual moguls eindigde ze op de vierde plaats.

## Resultaten

### Olympische Winterspelen
| Jaar | Plaats      | Resultaten |
| ---- | ----------- | ---------- |
| 2010 | Vancouver   | 11e Moguls |
| 2014 | Sotsji      | 7e Moguls  |
| 2018 | Pyeongchang | Moguls     |

### Wereldkampioenschappen
| Jaar | Plaats               | Resultaten                 |
| ---- | -------------------- | -------------------------- |
| 2007 | Madonna di Campiglio | 21e Dual Moguls 22e Moguls |
| 2009 | Inawashiro           | 17e Dual Moguls 11e Moguls |
| 2013 | Voss                 | 17e Dual Moguls 17e Moguls |
| 2015 | Kreischberg          | Dual Moguls · 5e Moguls    |
| 2017 | Sierra Nevada        | Dual Moguls · 7e Moguls    |
| 2019 | Park City            | 4e Dual Moguls · Moguls    |

### Wereldbeker
Eindklasseringen
| Seizoen   | Algm | MO  |
| --------- | ---- | --- |
| 2008/2009 | 91e  | 24e |
| 2009/2010 | 77e  | 23e |
| 2010/2011 | 60e  | 17e |
| 2011/2012 | 36e  | 11e |
| 2012/2013 | 34e  | 10e |
| 2013/2014 | 64e  | 12e |
| 2014/2015 | 72e  | 20e |
| 2015/2016 | 23e  | 4e  |
| 2016/2017 | 69e  | 18e |
| 2017/2018 | 18e  | 6e  |
| 2018/2019 | 9e   | 4e  |
| 2019/2020 | 22e  | 6e  |

Wereldbekerzeges
| Datum            | Plaats     | Onderdeel   |
| ---------------- | ---------- | ----------- |
| 15 december 2010 | Méribel    | Dual Moguls |
| 13 december 2014 | Ruka       | Dual Moguls |
| 22 december 2017 | Thaiwoo    | Moguls      |
| 12 januari 2019  | Calgary    | Moguls      |
| 2 maart 2019     | Sjymboelak | Moguls      |